# Józef Śliwa
Józef Andrzej Śliwa (ur. 17 listopada 1954 w Grodkowie) – polski zootechnik, przedsiębiorca, samorządowiec i urzędnik państwowy, w latach 2003–2004 Główny Inspektor Inspekcji Jakości Handlowej Artykułów Rolno-Spożywczych, w 2005 sekretarz stanu w Ministerstwie Rolnictwa i Rozwoju Wsi.

## Życiorys
W 1989 ukończył studia na Akademii Rolniczej we Wrocławiu. W 1996 został na tej samej uczelni absolwentem studiów podyplomowych z zakresu produkcji pasz przemysłowych i doradztwa żywienia zwierząt. Odbył staż w odbył staż w Northern Drops Institute na North Dakota State University. Od 1975 do 1999 pracował w przedsiębiorstwie z branży pasz „Bacutil” (kolejne nazwy: Bacutil, HUPP, Contipasz S.A.), gdzie sprawował kolejno funkcje od kierownika zmiany do prezesa-dyrektora generalnego. W latach 1999–2001 był prezesem FH Draco, następnie od 2000 do 2002 – prokurentem w Agro-Beskid i do 2003 wiceprezesem w Ton-Agro Śląsk Wrocław/Opole.
W 2002 wybrany na radnego sejmiku opolskiego z ramienia Sojuszu Lewicy Demokratycznej, uzyskiwał reelekcję w 2006 i 2010 (w 2014 nie wybrano go na kolejną kadencję). 26 września 2003 powołany na stanowisko Głównego Inspektora Inspekcji Jakości Handlowej Artykułów Rolno-Spożywczych, pełnił funkcję do 2004, kiedy został prezesem zarządu Elewarru. 8 czerwca 2005 został wiceministrem rolnictwa w randze podsekretarza stanu. Zakończył pełnienie funkcji w tym samym roku. Kandydował również wówczas bez powodzenia do Senatu. Następnie został wicedyrektorem ds. infrastruktury naukowo-badawczej w Instytucie Zootechniki-Państwowym Instytucie Badawczym w Krakowie. Zgromadził majątek wart ponad milion złotych.
W 2018 odznaczony Krzyżem Kawalerskim Orderu Odrodzenia Polski za zasługi w pracy na rzecz rozwoju zootechniki, a także za osiągnięcia w działalności publicznej i organizacyjnej.